# Nikolauskapelle (Klingenmünster)
Die Nikolauskapelle ist ein Kirchengebäude nordwestlich des Ortes Klingenmünster im Landkreis Südliche Weinstraße (Rheinland-Pfalz). Sie steht unter Denkmalschutz und wird von der Burg Landeck-Stiftung betreut.

## Geschichte
Da es keine frühe urkundliche Erwähnung der Nikolauskapelle gibt, kann die Erbauungszeit nur über Vergleiche von Stilelementen geschätzt werden. Michael Kleinert meint einen Zusammenhang mit St. Georg in Hagenau im nördlichen Elsass zu erkennen. Mögliche Datierungen verweisen auf den Zeitraum zwischen dem letzten Jahrzehnt des 12. Jahrhunderts und dem zweiten Viertel des 13. Jahrhunderts. Als erste Erwähnung ist der Text „ad capellam beati Nicolai“ in einer Urkunde aus dem Jahr 1313 anzunehmen. Die einzigen Veränderungen fanden im 18. Jahrhundert (Turmhaube) und 1924 statt (Restaurierung, nachdem das Mittelschiff eingestürzt war, und Einbau eines Altars).
Im Jahr 1480 wurde die Nikolauskapelle zusammen mit der etwa 200 bis 300 m weiter südwestlich gelegenen Kapelle St. Maria Magdalena an den Domdekan von Speyer übergeben mit der Vorgabe, dass ohne Ausnahmen alle Einnahmen des Kaplans in Zukunft der Domdechanei zufließen sollten.  Der Domdechaneihof wurde ab dem 19. Jahrhundert meist als „Magdalenenhof“ bezeichnet. Beide Kapellen gehörten von nun an bis zur Französischen Revolution zu den Gebäuden des Domdechaneihofs und wurden nicht mehr als Gotteshaus benutzt. Die Nikolauskapelle wurde spätestens im Spanischen Erbfolgekrieg von 1701 bis 1714 profaniert und diente als Weinkeller, Speicher und Waschhaus oder Remise. Im Jahr 1756 wird berichtet, dass die Kapelle in schlechtem baulichen Zustand sei. 1795 wurden Kapelle und Hofgut als Nationalgut versteigert und kamen in den Besitz von Stefan Perrin in Landau, wurden ab 1820 mehrfach weiterverkauft, bis im Jahr 1850 die Kreisgemeinde Pfalz, die Vorgängerorganisation des Bezirksverbands Pfalz, den Besitz „für Zwecke der Irrenanstalt“ erwarb. Nach dem Ersten Weltkrieg kamen erstmals Bestrebungen auf, „die Nikolauskapelle ihrem ursprünglichen Zwecke wieder zurückzugeben“. Im Zweiten Weltkrieg erlitt die Kapelle leichten Schaden durch Artilleriebeschuss. Zu der Zeit wurde die Kapelle von den anliegenden Bewohnern als Kohlenkeller und Vorratskammer benutzt und auch als Lagerraum einer Frankenthaler Firma. Am 28. Oktober 1946 wurde schließlich die Kapelle vom Bezirksverband der katholischen Kirchengemeinde „für gottesdienstliche Handlungen zeitlich unbegrenzt … zur Verfügung gestellt“. In den Folgejahren fanden in der Kapelle Gottesdienste, Hochzeiten und Taufen statt – im Sinne der Ökumene nicht nur für Katholiken. 2013 wurde die Kapelle an die Burg Landeck-Stiftung vermietet.

## Architektur

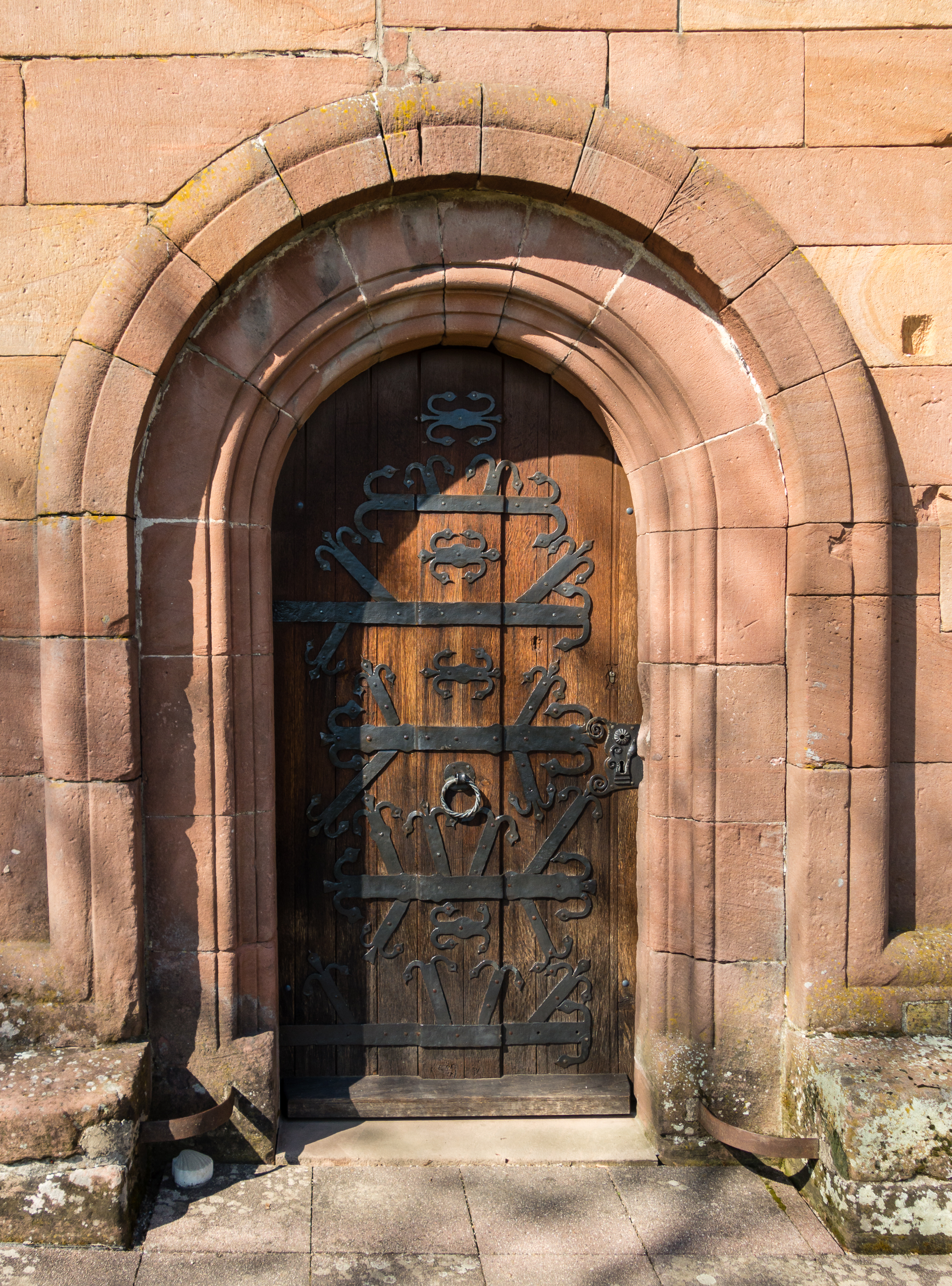
Portal

Die Kapelle besteht aus einem einschiffigen einschiffigen Langhaus mit eingezogenem Chor. Die Kapelle ist aus Rotsandstein sorgfältig gemauert; die Südwand des Schiffes mit großen, glatt bearbeiteten Steinen, die anderen Seiten mit kleineren, weniger exakt behauenen Quadern. Über dem Chorbogen erhebt sich ein quadratischer, an einen Dachreiter erinnernder Turm mit Ecklisenen und Rundbogenfriesen. Der Turm ruht auf der Chorbogenmauer, an Ost- und Westseite mit steiler Kehle innerhalb des Dachraums über die Chorbogenmauer vorkragend. Die Turmkanten haben ein Rundstabprofil, die Schallöffnungen sind aufwändig gestaltet mit Rundbogen und Rundbogenblende mit Mittelsäule. Der barockisierende Turmhelm stammt aus dem Jahr 1786 und ist die einzige bauliche Veränderung seit der Erbauungszeit. Die Kapelle ist außen ungegliedert, außer dass die Satteldächer unterschiedlich hoch sind – das Dach des Chores ist niedriger. Die Giebelkanten sind mit Steinplatten eingefasst, die Profilierungen mit Stab und Kehle an den Giebelseiten zeigen. Die Nordwand des Langhauses ist ohne Fenster, in der Südwand gibt es ein rundbogiges Fenster und im Westen eine Vierpass-Rosette aus dem Jahr 1947, der Chor hat ein rundbogiges Fenster in jeder Außenwand. 
Der Zugang erfolgt von der Südseite. Die kleinere, fast schmucklose Tür erlaubt den Aufstieg in den Turm. Das westliche Portal als Eingang zur Kapelle, zeigt Laibungsprofile, die ohne Unterbrechung in den Rundbogen über dem Portal weiterlaufen. Die schmiedeeisernen Beschlägen der Tür (breite, in Lilien endende Schienen) stammen aus dem späten 15. Jahrhundert.

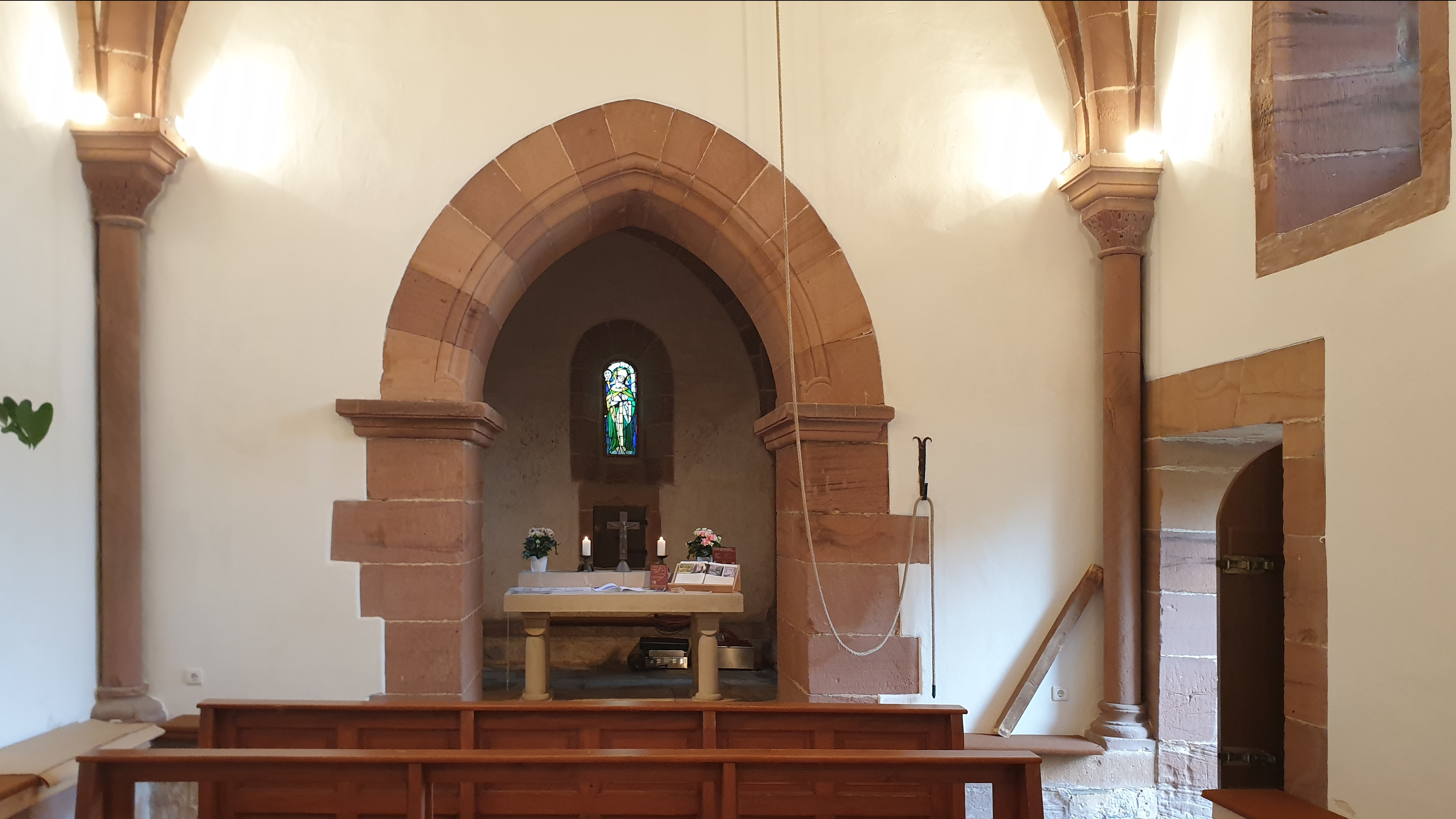
Altarraum

Das Kapelleninnere besteht aus einem einschiffigen, in zwei Joche geteilten Hauptraum und einem eingezogenen Rechteckchor, der durch einen verstärkten Chorbogen vom Hauptraum getrennt ist. Eine Steinbank umläuft das Schiff und auch den Chor, nur durch den Chorbogen unterbrochen. Das Langhaus wird durch einen breiten Gurtbogen in zwei Joche geteilt. Das 1924 erneuerte Gewölbe ruht auf den ursprünglichen Schildbogen. Eckkonsolen nehmen die Gewölberippen auf und gehen in runde niedrige Ecksäulen über, die im Westen Kelchblockkapitelle zeigen und im Osten Kapitelle mit zweizonigem Palmettenlaubwerk mit Diamantbändern. Dieselbe Anordnung der Kapitelle findet sich auch beim Kreuzgewölbe im Chor. Das Chorgewölbe ruht auf Schildbogen, die an den Längsseiten einen Rundbogen, an den Querseiten einen Spitzbogen bilden. Die Gewölberippen haben ein kleeblattförmiges Profil. An Nord- und Ostwand des Chors befinden sich Nischen zur Aufnahme liturgischer Geräte, an der Südwand ein Ausgussbecken. An den Wänden des Chores und in den Gewölbekappen sind stark verblasste Reste der ehemaligen Ausmalung zu erkennen, die auf das frühe 13. Jahrhundert datiert wurden. Sie zeigen an der Nordwand St. Nikolaus und eine kniende Stifterfigur, an der Südwand St. Michael, den Patron der Kirche von Klingenmünster, im Kampf mit dem Drachen.

## Ausstattung
Von der Originalausstattung der Kapelle hat sich nichts erhalten. Der schlichte Altar wurde 1947 eingebaut. Im gleichen Jahr wurden auch Figuren des Hl. Nikolaus und der Gottesmutter aufgestellt, die allerdings in den 1970er-Jahren gestohlen wurden. Auch das Kruzifix wurde zur Zeit der Renovierung von 1946 bis 1948 angeschafft und aufgestellt.